# Afromelittodes solis
Afromelittodes solis là một loài ruồi trong họ Asilidae. Afromelittodes solis được Oldroyd & Bruggen miêu tả năm 1963. Loài này phân bố ở vùng nhiệt đới châu Phi.